# Корикија
Корикија (грч. Κωρύκια) је у грчкој митологији била нимфа.

## Митологија
Била је Најада са извора у Корикијској пећини, која је добила назив по њој. Пошто се та пећина налазила на планини Парнас, односно на Делфима у Фокиди, била је поистовећена са нимфама које су биле у вези са овом планином или Делфима: Касталијом, Клеодором и Меленом. Корикија је највероватније била једна од корикијских нимфи и кћерка речног бога Кефиса или Клеиста. Према Паусанији и Хигину, са богом Аполоном је имала сина Ликора.